# Plebejus argellus
Plebejus argellus är en fjärilsart som beskrevs av Turati 1911. Plebejus argellus ingår i släktet Plebejus och familjen juvelvingar. Inga underarter finns listade i Catalogue of Life.